# Diémoz
Diémoz [djemoz] est une commune française située dans le département de l'Isère, en région Auvergne-Rhône-Alpes.
Bien que située à proximité de l'agglomération berjalienne et de l'ancienne ville nouvelle de L'Isle-d'Abeau, la commune est membre de Collines Isère Nord Communauté, dont le siège est situé à Heyrieux.

## Géographie

### Localisation
Le village de Diémoz se situe en région Auvergne-Rhône-Alpes, au nord-ouest du département de l'Isère. Historiquement, il se situe dans le Dauphiné, plus précisément dans le Bas-Dauphiné.
Le bourg central est situé (par les voies routières) à 88 km de Grenoble, préfecture du département de l'Isère, à 34 km de Lyon, chef-lieu de la région Auvergne-Rhône-Alpes, à 306 km de Marseille et 503 km de Paris.

### Communes limitrophes
|          | Heyrieux                   | Bonnefamille |
| Valencin | Diémoz                     |              |
|          | Saint-Georges-d'Espéranche |              |

### Géologie et relief
Le village de Diémoz se situe entre la plaine de Lyon et la bordure occidentale du plateau du Bas-Dauphiné qui recouvre toute la partie iséroise où il n'y a pas de massifs montagneux.
Ce plateau à l'altitude modeste, se confond avec la micro-région du Nord-Isère, région qui est composée essentiellement de collines, de vallées et de plaines. L'ouest de ce secteur correspond à la plaine lyonnaise.

### Climat
Pour des articles plus généraux, voir Climat d'Auvergne-Rhône-Alpes et Climat de l'Isère.
En 2010, le climat de la commune est de type climat océanique altéré, selon une étude du Centre national de la recherche scientifique s'appuyant sur une série de données couvrant la période 1971-2000. En 2020, Météo-France publie une typologie des climats de la France métropolitaine dans laquelle la commune est dans une zone de transition entre le climat semi-continental et le climat de montagne et est dans la région climatique  Moyenne vallée du Rhône, caractérisée par un bon ensoleillement en été (fraction d’insolation > 60 %), une forte amplitude thermique annuelle (4 à 20 °C), un air sec en toutes saisons, orageux en été, des vents forts (mistral), une pluviométrie élevée en automne (250 à 300 mm).
Pour la période 1971-2000, la température annuelle moyenne est de 11,1 °C, avec une amplitude thermique annuelle de 17,4 °C. Le cumul annuel moyen de précipitations est de 944 mm, avec 8,8 jours de précipitations en janvier et 6,7 jours en juillet. Pour la période 1991-2020, la température moyenne annuelle observée sur la station météorologique de Météo-France la plus proche, « Luzinay », sur la commune de Luzinay à 11 km à vol d'oiseau, est de 12,7 °C et le cumul annuel moyen de précipitations est de 928,1 mm,. Pour l'avenir, les paramètres climatiques de la commune estimés pour 2050 selon différents scénarios d'émission de gaz à effet de serre sont consultables sur un site dédié publié par Météo-France en novembre 2022.

### Hydrographie
Le territoire communal est parsemé de nombreux étangs, particulièrement dans le secteur de la Combe du Loup.

### Voies de communication
Le village est traversé par la RD518 (ancienne RN518) qui relie Heyrieux (depuis Lyon) à Die après avoir traversé Saint-Marcellin et une partie du massif du Vercors. La RD 75 qui relie Pont-Évêque à Crémieu traverse le nord du territoire communal.
La voie autoroutière la plus proche est l'autoroute A43 qui relie Lyon à Grenoble et Chambéry  (sortie  6 à 25 km : Villefontaine, La Verpillière).

### Transport public
En 2020, la commune est desservie par deux lignes d'autocars du réseau interurbain de l'Isère, plus connu sous le nom de Transisère :
- la ligne de « proximité » 2070 : Valencin ↔ Diémoz ↔ Roche ↔ Bourgoin-Jallieu ;
- la ligne régulière « Intercités » 2990 : Vienne ↔ Diémoz ↔ L'Isle-d'Abeau ↔ Bourgoin-Jallieu.

## Urbanisme

### Typologie
Au 1er janvier 2024, Diémoz est catégorisée bourg rural, selon la nouvelle grille communale de densité à sept niveaux définie par l'Insee en 2022.
Elle appartient à l'unité urbaine de Diémoz, une unité urbaine monocommunale constituant une ville isolée,. Par ailleurs la commune fait partie de l'aire d'attraction de Lyon, dont elle est une commune de la couronne,. Cette aire, qui regroupe 397 communes, est catégorisée dans les aires de 700 000 habitants ou plus (hors Paris),.

### Occupation des sols
L'occupation des sols de la commune, telle qu'elle ressort de la base de données européenne d’occupation biophysique des sols Corine Land Cover (CLC), est marquée par l'importance des territoires agricoles (73,1 % en 2018), en augmentation par rapport à 1990 (72,1 %). La répartition détaillée en 2018 est la suivante : 
terres arables (43,4 %), zones agricoles hétérogènes (20,1 %), zones urbanisées (12,8 %), prairies (9,7 %), forêts (6,9 %), zones industrielles ou commerciales et réseaux de communication (5,2 %), eaux continentales (1,9 %). L'évolution de l’occupation des sols de la commune et de ses infrastructures peut être observée sur les différentes représentations cartographiques du territoire : la carte de Cassini (XVIIIe siècle), la carte d'état-major (1820-1866) et les cartes ou photos aériennes de l'IGN pour la période actuelle (1950 à aujourd'hui).

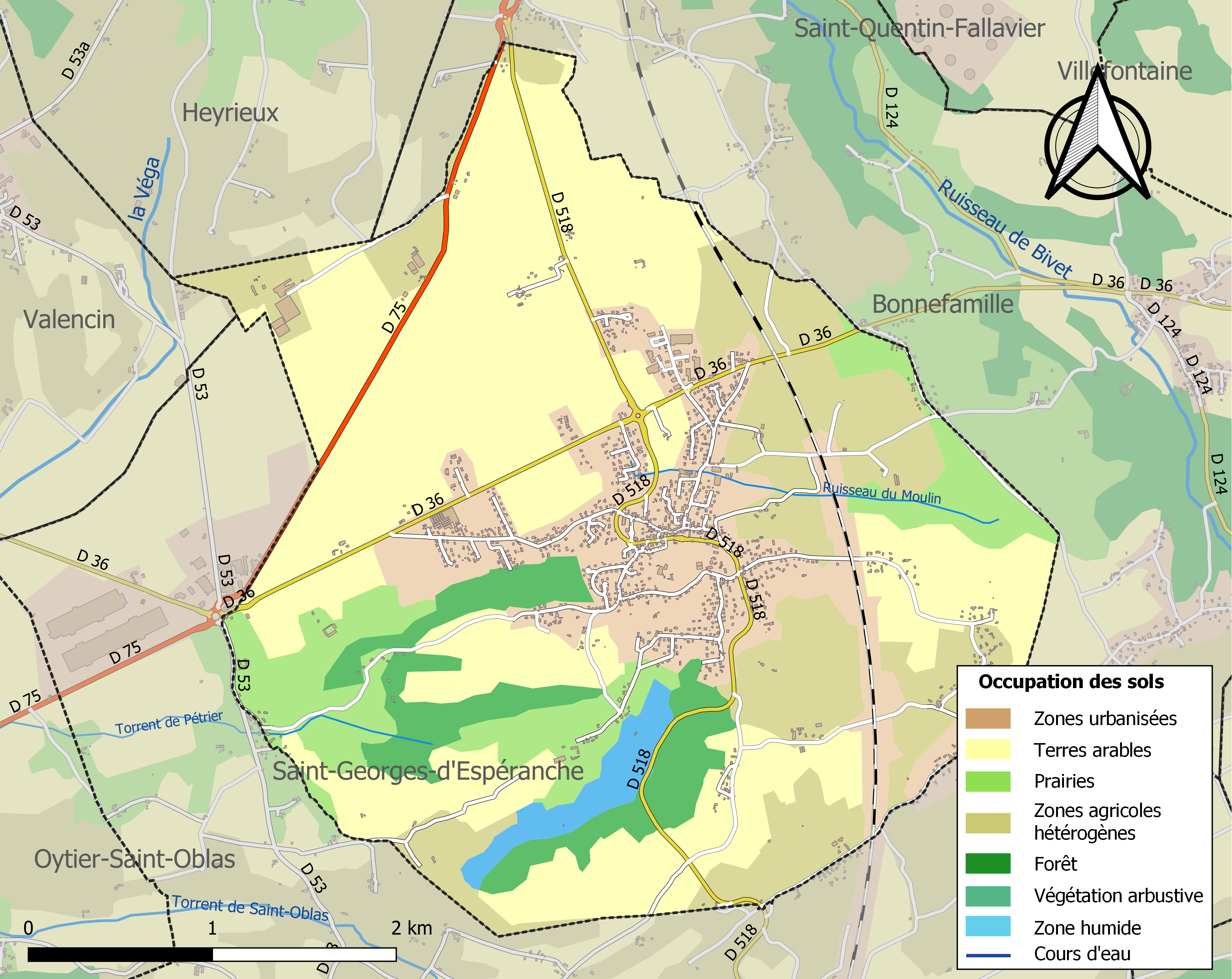
Carte des infrastructures et de l'occupation des sols de la commune en 2018 (CLC).

### Risques naturels et technologiques

#### Risques sismiques
La totalité du territoire de la commune de Diémoz est située en zone de sismicité n°3 (sur une échelle de 1 à 5), comme la plupart des communes de son secteur géographique.
| Type de zone | Niveau            | Définitions (bâtiment à risque normal) |
| ------------ | ----------------- | -------------------------------------- |
| Zone 3       | Sismicité modérée | accélération = 1,1 m/s2                |

## Toponymie

### Signification et origine
Deux théories s'affrontent à propos de la signification du nom de la commune. Il est toutefois certain que l'origine est romaine et que le nom de la commune est lié à son emplacement sur la voie romaine reliant Vienne à Milan.

Cette voie était l'une des quatre de la région et partait de Vienne pour rejoindre Milan en passant par Pont-Évêque, Septème, Oytier, Diémoz, le col du Petit-Saint-Bernard et la Vallée d'Aoste, où ce toponyme est également présent comme nom de lieu, aussi bien que comme patronyme. Cette voie abordait Diémoz par les lieux-dits de Guerrier et de Costa puis longeait la butte avant de la monter pour atteindre l'actuelle église. Puis, de l'église, en redescendant par l'actuelle rue du Stade et en passant par la Maison pour tous, cette voie atteignait la chapelle de Notre-Dame de Lestra. Enfin, la voie romaine obliquait vers le plateau de Beausoleil. Au niveau de l'église, se situait une borne milliaire qui indiquait la distance depuis Vienne. Or, l'origine du nom de la commune dépend de cette borne : Diémoz constituait-il la 10e ou la 12e borne depuis Vienne ?

Aymar du Rivail et Guy Allard ont émis l'hypothèse que Diémoz vienne du latin decimum qui signifiait dix milles. Ainsi, Diémoz se situerait à dix milles de Vienne, soit 14,8 kilomètres. Or, la distance entre Vienne et Diémoz sur le trajet de la voie romaine est de 18 kilomètres.

La deuxième hypothèse apparaît donc beaucoup plus probable. Elle s'appuie sur un texte de Saint Adon concernant la Vie de saint Theudère où il indique Delatum est sanctum corpus in locum duodecinum. Duodecinum (pour "duodecimum") signifie "douzième" (mille). Elle est confirmée par les études philologiques de Devaux[Qui ?] dans son Essai sur la langue vulgaire du Dauphiné qui considère que les noms anciens de la commune (Dueymo, Duiesmo et Duelmo) trouvent leur origine dans le terme duodecinum[réf. nécessaire].
- DUODECINUM : 900
- DUESMO : 1169
- DUEIMO : 1240
- DEMO : 1320
- DYEMS : 1391
- DYEME : 1458
- DIEME :1533
- DIEMOS : 1633
- DIESMOS : 1706
- DIEMOS : 1757
- DIEMOZ : 1790

Selon Jean Filleau, auteur d'un Dictionnaire toponymique des communes de l'Isère, le nom de Diemoz dériverait du latin "Duodecimus" signifiant le douzième car le village était situé à 12 miles romains de Vienne.
Cette théorie contredirait celle concernant le village du même nom, Diémoz, sur la commune de Verrayes, qui dérive de ad Decimum (ab Augusta lapidem), soit à 10 miles romains d'Aoste le long de la route des Gaules.

### Prononciation
Suivant les règles de la langue franco-provençale, le nom « Diémoz » se prononce sans le « z » final, comme pour de nombreux toponymes et patronyme de l'aire arpitanophone (Vallée d'Aoste, Savoie et Valais, entre autres).

Cette particularité est liée à un petit paraphe que les rédacteurs des registres des États de Savoie ajoutaient à la fin des mots (qu'ils soient des toponymes ou des noms de famille) à prononcer comme des paroxytons, ceux-ci étant très fréquents en franco-provençal. Par la suite, ce petit signe graphique a été assimilé à un z.

## Politique et administration

### Liste des maires
| Période | Période  | Identité                       | Étiquette | Qualité            |
| ------- | -------- | ------------------------------ | --------- | ------------------ |
| 1795    | 1797     | Pierre Truchet                 | -         | -                  |
| 1795    | 1797     | Benoit Morel                   | -         | -                  |
| 1797    | 1799     | Jean-Baptiste Sarrazin         | -         | -                  |
| 1799    | 1800     | Claude Ravet                   | -         | -                  |
| 1800    | 1801     | Pierre Brunel                  | -         | -                  |
| 1801    | 1808     | François Laverlochère          | -         | -                  |
| 1808    | 1830     | Jean-Baptiste Bied             | -         | -                  |
| 1830    | 1840     | Eustache Jean-Baptiste Truchet | -         | -                  |
| 1840    | 1842     | Maximilien Reverchon           | -         | -                  |
| 1842    | 1845     | Pierre-Etienne Chaleyssin      | -         | -                  |
| 1845    | 1865     | François Clapisson             | -         | -                  |
| 1865    | 1870     | Pierre Jourdan                 | -         | -                  |
| 1870    | 1874     | Pierre Truchet                 | -         | -                  |
| 1874    | 1876     | Jean-Baptiste Brunat           | -         | -                  |
| 1876    | 1877     | Pierre Truchet                 | -         | -                  |
| 1877    | 1881     | Pierre Durand                  | -         | -                  |
| 1881    | 1884     | Denis Boulud                   | -         | -                  |
| 1884    | 1904     | Jean Cuzin                     | -         | -                  |
| 1904    | 1912     | Jean Baptiste Francis Badin    | -         | -                  |
| 1912    | 1920     | Jean Naquin                    | -         | -                  |
| 1920    | 1920     | Pierre Ligonnet                | -         | -                  |
| 1920    | 1925     | Rémy Naquin                    | -         | -                  |
| 1925    | 1929     | Pierre Naquin                  | -         | -                  |
| 1929    | 1942     | Joseph Perenet                 | -         | -                  |
| 1942    | 1944     | Pierre Naquin                  | -         | -                  |
| 1944    | 1971     | Rémy Touchant                  | SFIO      | Agent d'assurances |
| 1971    | 1985     | Gabriel Rey                    | PS        | -                  |
| 1985    | en cours | Christian Rey                  | PS        | Employé de banque  |

### Jumelages
Diémoz est jumelée avec :
- Castelnuovo Belbo (Italie) depuis 1970[18].

## Population et société

### Démographie
L'évolution du nombre d'habitants est connue à travers les recensements de la population effectués dans la commune depuis 1793. Pour les communes de moins de 10 000 habitants, une enquête de recensement portant sur toute la population est réalisée tous les cinq ans, les populations de référence des années intermédiaires étant quant à elles estimées par interpolation ou extrapolation. Pour la commune, le premier recensement exhaustif entrant dans le cadre du nouveau dispositif a été réalisé en 2006.

En 2022, la commune comptait 2 915 habitants, en évolution de +8,28 % par rapport à 2016 (Isère : +3,07 %, France hors Mayotte : +2,11 %).
| 1793 | 1800 | 1806 | 1821 | 1831 | 1836 | 1841 | 1846 | 1851 |
| ---- | ---- | ---- | ---- | ---- | ---- | ---- | ---- | ---- |
| 342  | 563  | 714  | 712  | 733  | 749  | 783  | 770  | 895  |

| 1856 | 1861 | 1866 | 1872 | 1876 | 1881 | 1886 | 1891 | 1896 |
| ---- | ---- | ---- | ---- | ---- | ---- | ---- | ---- | ---- |
| 825  | 811  | 747  | 775  | 646  | 671  | 640  | 602  | 571  |

| 1901 | 1906 | 1911 | 1921 | 1926 | 1931 | 1936 | 1946 | 1954 |
| ---- | ---- | ---- | ---- | ---- | ---- | ---- | ---- | ---- |
| 549  | 559  | 526  | 461  | 446  | 415  | 499  | 540  | 549  |

| 1962 | 1968 | 1975 | 1982  | 1990  | 1999  | 2006  | 2011  | 2016  |
| ---- | ---- | ---- | ----- | ----- | ----- | ----- | ----- | ----- |
| 583  | 679  | 974  | 1 510 | 1 848 | 2 231 | 2 537 | 2 626 | 2 692 |

| 2021  | 2022  | - | - | - | - | - | - | - |
| ----- | ----- | - | - | - | - | - | - | - |
| 2 876 | 2 915 | - | - | - | - | - | - | - |

### Enseignement
Rattachée à l'académie de Grenoble, la commune compte deux écoles publiques, un « groupe maternel » de quatre classes et un « groupe élémentaire » de sept classes.

### Médias
Deux journaux sont distribués dans la commune dont, au niveau local, la gazette de Diémoz, imprimé par la commune et au niveau régional, le quotidien à grand tirage Le Dauphiné libéré consacre, chaque jour, y compris le dimanche, dans son édition du Nord-Isère, un ou plusieurs articles à l'actualité du canton et quelquefois de la commune, ainsi que des informations sur les éventuelles manifestations locales, les travaux routiers, et autres événements divers à caractère local.
La commune est située sur l'aire de diffusion de radio Ici Isère, une radio publique qui émet sur tout le territoire du département de l'Isère.

### Sports
La commune compte un club sportif, l'AS Diemoz football.

### Équipement culturel
Une médiathèque, située à côté de l'école primaire est disponible. Elle recueille de nombreux livres policiers, pour les enfants, humoristiques, documentaires, bandes dessinées ou mangas, puis bien d'autres encore que vous pouvez venir découvrir par vous même à la Médiathèque Intercommunale de Diémoz ouvert à différents horaires que vous pouvez vérifer sur le site de celle-ci. Certaines animations ont lieu pour les enfants de maternelle ou primaire afin de redonner vie aux petits lecteurs qui sont cachés au fond d'eux. Attention : à cause de la COVID-19, un Passe Sanitaire est demandé à l'entrée.

### Équipement sanitaire
Les Jardins de Medicis, maison de retraite médicalisée de 72 lits ouverte en 2009.

## Culture et patrimoine

### Lieux et monuments

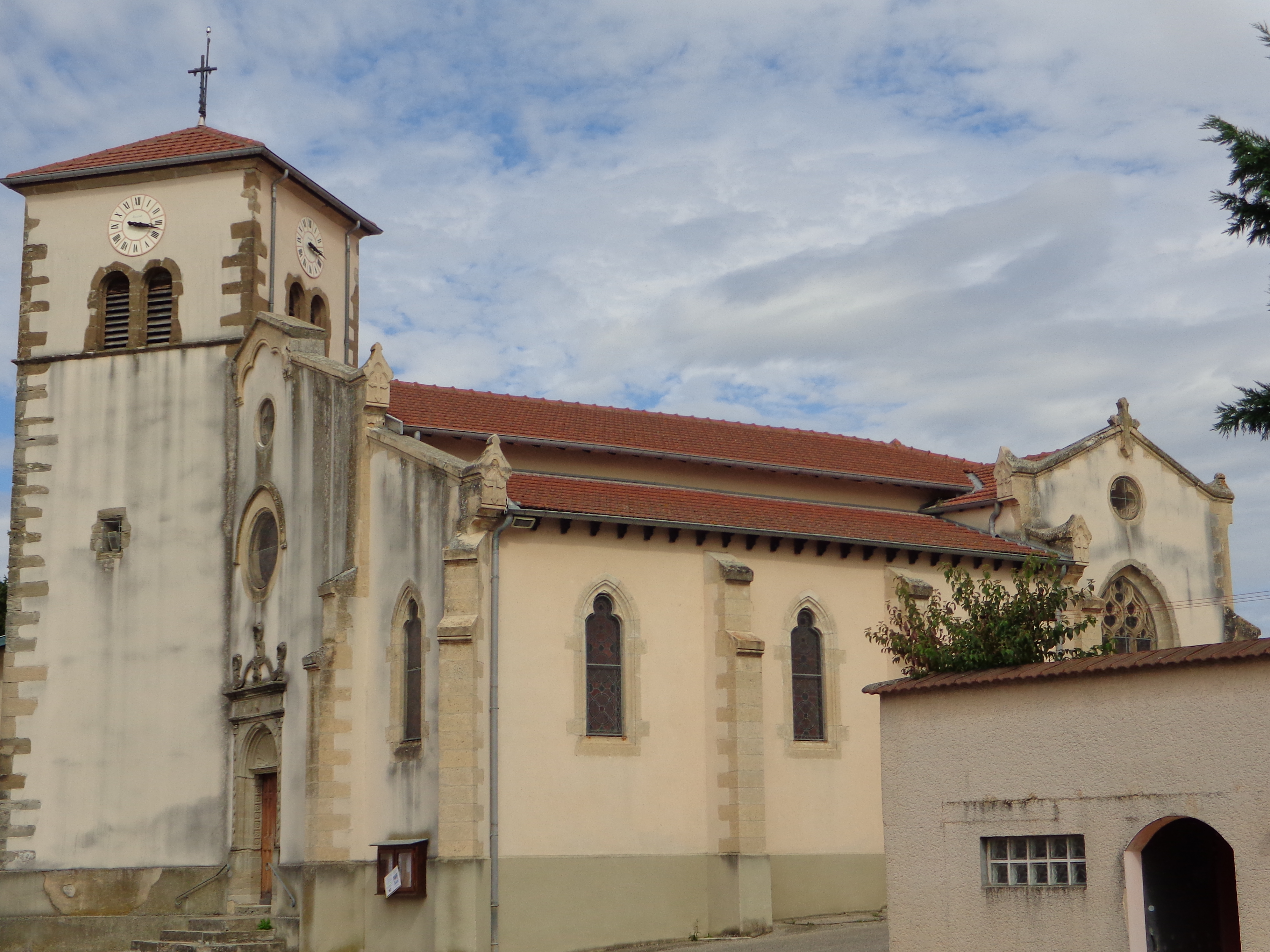
L'église Saint-Roch en 2014.

- Église Saint-Roch, construite à partir du 1533, fait l'objet d'une inscription au titre des monuments historiques par arrêté du 31 décembre 1980[26].
- Notre-Dame de Lestras, chapelle dédiée à Sainte Marie « de la strata » (voie romaine)[27].

### Personnalités liées à la commune
- Jacques Maximilien Reverchon, maire de Diémoz en 1840, disciple de Fourier et de Victor Considerant, s'installe comme colon à Dallas (Texas) après l'échec du phalanstère de La Réunion
- Julien Reverchon (fils du précédent), né à Diémoz en 1837, naturaliste et un botaniste français, parti enseigner la botanique à la Baylor University College of Medicine and Pharmacie de Dallas.
- Françoise et Claude Hervé, connus pour avoir réalisé le tour du monde à bicyclette au cours d'un voyage de 14 ans[28].

### Héraldique
|  | Diémoz possède des armoiries dont l'origine et le blasonnement exact ne sont pas disponibles. |